# NGC 5730
NGC 5730 је галаксија у сазвежђу Волар која се налази на NGC листи објеката дубоког неба.
Деклинација објекта је + 42° 44' 33" а ректасцензија 14h 39m 52,1s. Привидна величина (магнитуда) објекта NGC 5730 износи 14,0 а фотографска магнитуда 14,6. NGC 5730 је још познат и под ознакама UGC 9456, MCG 7-30-46, CGCG 220-44, KCPG 430A, IRAS 14379+4257, PGC 52396.